# فرانسوی‌زبانی

نمایش وضعیت‌های متنوع در هر قاره بر روی نقشه

فرانسوی‌زبانی یا فِرانکُفونی (به فرانسوی: Organisation internationale de la Francophonie، یا به اختصار La Francophonie) مجموعه‌ای از سازمان‌ها و مردمانی است سازمان جهانی به که از زبان فرانسوی به‌طور معمول برای اهداف خصوصی و عمومی می‌برند، یا وابستگی قابل‌توجهی با فرهنگ فرانسه دارند.

## ‌‎‌جستارهای وابسته
- سازمان بین‌المللی فرانکفونی